# Acrilato de metila
Não devem ser confundido com metacrilato de metila.
Acrilato de metila, algumas vezes citado como acrilato de metilo,  é um composto químico volátil classificado como um éster metílico. Ele tem um odor característico acre e é utilizado na preparação de dendrímeros de poliamidoamina (PAMAM) tipicamente pela adição de Michael com uma amina  primária.
Ele pode ser utilizado como um co-polímero no processo de polimerização de polímeros polianiônicos de celulose (PAC, citado como CAP, do inglês polyanionic cellulose), para reduzir a temperatura de transição vítrea dos polímeros do PAC.
Acrilato de metilo é um reagente utilizado na síntese de vários intermediários farmacêuticos.